# 地方職員共済組合
地方職員共済組合（ちほうしょくいんきょうさいくみあい）は、地方公務員等共済組合法に基づいて設立された、道府県職員・地方団体関係団体職員を組合員として構成する共済組合である。地方共済、地共済とも。

## 概説
上述の通り、道府県職員・地方団体関係団体職員を組合員として構成している。東京都は東京都職員共済組合を作っており、加入はしていない。
1941年2月に政府職員共済組合令に基づいて前身である内務職員共済組合が発足。
1948年7月1日に国家公務員共済組合法に基づいて地方職員共済組合に改称。1962年12月から現在の形となる。1964年10月1日には団体共済部の前身である地方団体関係団体職員共済組合が発足。
1982年4月1日に地方団体関係団体職員共済組合を解散、同組合のすべての権利義務を地方職員共済組合が承継し、団体共済部となる。また、宿泊施設である「旅の宿」を運営している。
組合員証の保険者番号は、32から始まる8桁の番号からなる。

## 旅の宿
- ラ・プラス青い森（青森県）

　※2020年（令和2年）12月より休館中
- エスポワールいわて（岩手県）
- 清温荘（岩手県）
- ルポールみずほ（秋田県）
- あこや会館（山形県）
- 杉妻会館（福島県）
- ニューみくら（栃木県）
- 別所沼会館（埼玉県）
- プラザ菜の花（千葉県）
- ホテル ルポール麹町（東京都）
- アイリス愛知（愛知県）
- サンヒルズ三河湾（愛知県）
- ホテルピアザびわ湖（滋賀県）
- 御所西　京都平安ホテル（京都府）
- 瑞宝園（兵庫県）

## 過去の旅の宿
- 鯉城会館（広島県）

※2022年（令和4年）3月で閉館
- ルポール讃岐（香川県）